# Autoroute A54 (France)
Pour les articles homonymes, voir A54.
En France, l’autoroute A54 relie Nîmes à Salon-de-Provence. Elle est gérée par les Autoroutes du Sud de la France (ASF). Elle est longue de 72 km, tronçon faisant partie de la route européenne 80 dans son intégralité. C'est une autoroute à péage.
Radio Vinci Autoroutes (107.7FM) fonctionne sur l'A54 secteur ASF. L'A54 fait partie sur le réseau ASF de la zone EST.

## Tracé
L'autoroute relie Nîmes à Salon-de-Provence et est entrecoupée d'une portion de voie express (route nationale 113 et route nationale 572) entre Arles et Saint-Martin-de-Crau.
Les deux tiers de l'A54 (48,4 km) sont en fait classés comme autoroute ; le tiers restant étant partagé entre les nationales 113 (19,5 km) et 572 (4,3 km).

## Histoire
Son premier tronçon a été inauguré sous la forme d'une voie rapide au sud de Salon-de-Provence au cours de l'année 1970, en même temps que la portion de l'autoroute A7 entre Sénas et Rognac.
La portion entre Nîmes et Arles est inaugurée en 1990.
Le dernier tronçon reliant Saint-Martin-de-Crau à Salon-de-Provence est inauguré le 13 mars 1996. Mais à Salon-de-Provence, la mise en service complète de l'autoroute a entraîné un enclavement d'une cité scolaire de 2 000 élèves où le franchissement n'est possible que par un cheminement piétonnier dangereux, selon André Vallet, sénateur des Bouches-du-Rhône, en 1997.
On surnomme l'A54, la N113 et la N572 la camarguaise.[réf. nécessaire]

## Sorties
Section concédée à ASF et payante.
- Échangeur entre A9 et A54 : Toulouse, Barcelone, Montpellier, Lyon, Avignon, Nîmes - Courbessac +  25 Nîmes - ouest (sortie de l'A9 commune à l'A54) : Alès, Nîmes - Saint-Cézaire (km 0, prolongement de la RN 106)
- 1 Nîmes - centre à 3 km : Nîmes
  -  Aires de repos Caissargues (sens  Nîmes – Salon),  Nîmes-Costières (sens Salon – Nîmes)
- 2 Nîmes - Garons à 10 km :  Garons, Saint-Gilles
  - Passage sur le canal Philippe-Lamour
  - Passage sur le Petit-Rhône

Passage du département du Gard à celui des Bouches-du-Rhône. Passage de la région Occitanie  à celui de la Provence-Alpes-Côte d'Azur.
- Péage d'Arles
- L'A54 devient la Route nationale 572, puis la route nationale 113

- La Route nationale 113 redevient l'A54.
- Péage de Saint-Martin-de-Crau
  -  Aire de repos du Merle (dans les deux sens)
- 13 Salon - ouest à 64 km : Salon-de-Provence, Fos-sur-Mer, Martigues, Istres, Les Baux-de-Provence, Eyguières, Miramas, Grans
- 14 Grans à 69 km : Salon-de-Provence - sud, Grans, La Fare-les-Oliviers, Lançon-Provence
- 15 Salon - centre à 71 km : Salon-de-Provence, Pélissanne (de et vers l'A7)
- Échangeur entre A7 et A54 : Nice, Aix-en-Provence (A8), Toulon (A52), Marseille,  Marignane, Lyon, Avignon, Cavaillon

## Futur: le contournement d'Arles
Le contournement autoroutier d’Arles, assurant la continuité de l’A54, est en projet, afin d’assurer la continuité d’un itinéraire autoroutier structurant de l’arc méditerranéen entre l’Espagne et l’Italie. Le report du trafic de transit sur l’axe autoroutier contribuera à l'amélioration substantielle de la qualité de vie des riverains de la Route nationale 113 du fait de la réduction des nuisances consécutive au désengorgement du trafic,,. Ce projet aboutit à la suite de la concertation publique qui s’est déroulée du 14 juin au 13 juillet 2011.
Ce projet étudié consiste à achever la liaison autoroutière entre Nîmes et Salon-de-Provence par l’option dite « Sud Vigueirat ». Deux aménagements sont à réaliser : un tronçon autoroutier en tracé neuf, prenant son origine sur l'autoroute à l'ouest au niveau de l'échangeur d'Eymini, franchissant ensuite le Rhône et se poursuivant au Sud du canal du Vigueirat qu'il traverse pour rejoindre la RN 113 au lieu-dit Balarin à l'est d'Arles et une section de la RN à réaménager aux normes autoroutières. La longueur de ce nouveau tronçon est de 30 km.
Cette nouvelle section autoroutière sera à 2 × 2 voies (2 × 3 voies entre la RN 568 et Balarin). L'enquête publique a eu lieu en 2013-2014. Le projet a été déclaré d'utilité publique en 2014. La mise en service n'est pas encore connue, reportée à la suite de nombreux problèmes administratifs et écologiques . À la mise en service de ce contournement, le trafic sera de l’ordre de 40 000 véhicules par jour.
Le coût de ce projet est estimé à 560 millions d’euros dans les conditions économiques de 2010.

## Lieux sensibles
(uniquement les lieux à bouchons et les pentes dangereuses) :
- Nîmes : sortie 25 (A9), risque de bouchon ; depuis cette sortie, les usagers s’engagent sur l’A54 à vive allure donc il est difficile de s’y engager.
- Arles :
  - RN 113 pas aux normes, pas de bande d'arrêt d'urgence, circulation très dense ; de nombreux bouchons chaque jours sont à déplorer en direction de Nîmes. Ces embouteillages pouvant faire perdre 30 min entre st Martin de Crau et Arles.
  - échangeur 5 dangereux :
    - en direction de Nîmes, pas aux normes sur la RN 113, les véhicules s'arrêtent avant de s'engager à allure réduite sur la 2×2, circulation très dense,
    - en direction de Salon-de-Provence, virage à 270° dont la vitesse est limitée à 30 km/h, aucun espace de décélération, circulation très dense.